# Маршалловы Острова на Олимпийских играх
Спортсмены Маршалловых островов впервые приняли участие в Летних олимпийских играх 2008 года и с тех пор выступали на всех последующих Играх. Страну на Играх представляли 6 мужчин и 6 женщин, которые принимали участие в соревнованиях по лёгкой и тяжёлой атлетике, плаванию и тхэквондо.
В Зимних Олимпийских играх делегация Маршалловых островов участия не принимала.
Национальный олимпийский комитет Маршалловых островов был создан в 2001 году и признан МОК в 2006 году.

## Количество участников на летних Олимпийских играх
| Вид спорта        | 2008 | 2012 | 2016 | Всего |
| ----------------- | ---- | ---- | ---- | ----- |
| Лёгкая атлетика   | 2(1) | 2(1) | 2(1) | 5(2)  |
| Плавание          | 2(1) | 2(1) | 2(1) | 5(3)  |
| Тхэквондо         | 1    |      |      | 1     |
| Тяжёлая атлетика  |      |      | 1(1) | 1(1)  |
| Всего спортсменов | 5(2) | 4(2) | 5(3) | 12(6) |

- в скобках приведено количество женщин в составе сборной